# وعل في الغابة

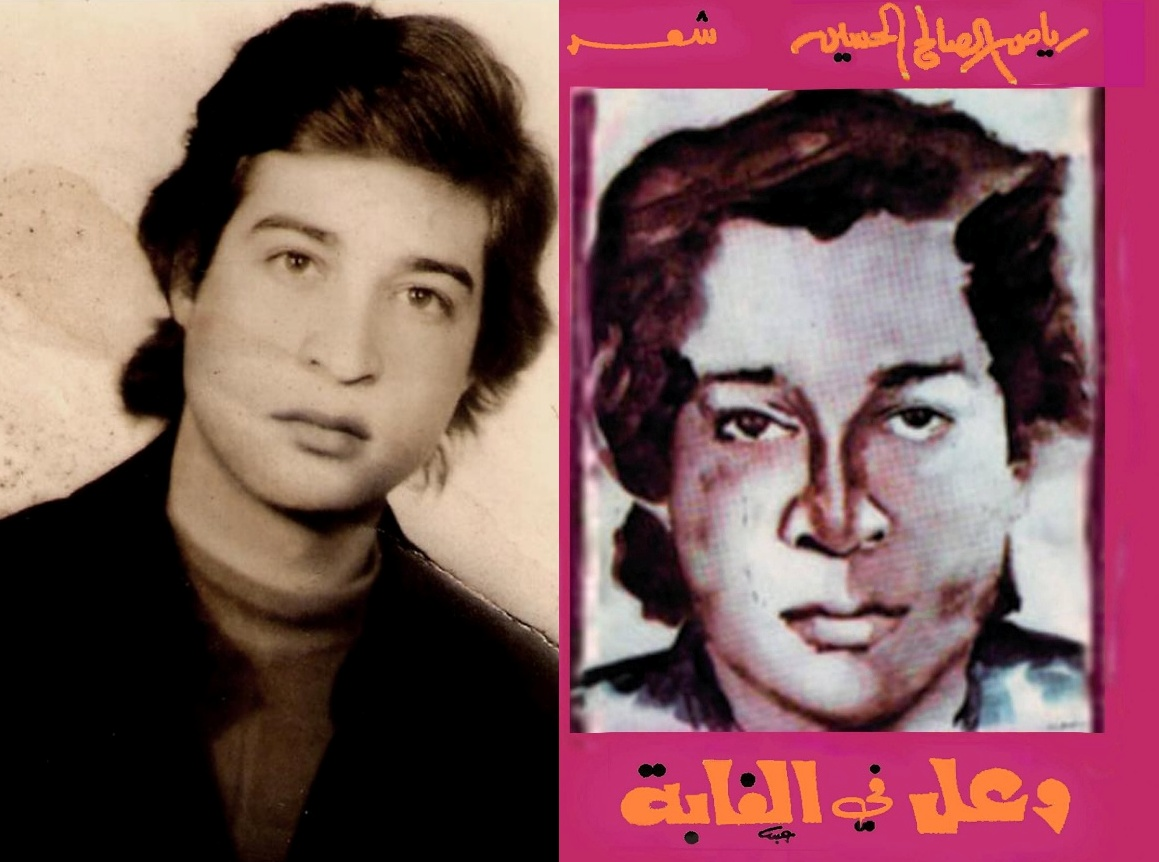
وعل في الغابة - غلاف المجموع الشعرية الرابعة لرياض الصالح الحسين - بورتريه هالة الفيصل

وعل في الغابة هي المجموعة الشعرية الرابعة والأخيرة للشاعر السوري رياض الصالح الحسين (درعا 10 مارس 1954 - دمشق 20 نوفمبر 1982) الذي يُعد من أهم شعراء قصيدة النثر في سوريا والعالم العربي وأصدر أثناء حياته ثلاث مجموعات شعرية هي: خراب الدورة الدموية 1979 وأساطير يومية 1980 وبسيط كالماء واضح كطلقة مسدس 1982.

## صدور الكتاب
صدر وعل في الغابة بعد وفاة رياض الصالح الحسين بنحو عام، وبالتحديد يوم 30 أكتوبر 1983. وجده الشاعر العراقي الراحل محمد مهدي علي في يوم الجمعة 19 نوفمبر 1982 مخطوطاً جاهزاً للطباعة في أحد أدراج تلك الغرفة البائسة التي كان يقطنها رياض في دمشق. ذلك اليوم كان رياض مريضاً بشدة وصحته النفسية والجسدية متدهورة فنقله محمد مهدي علي مع الشاعر العراقي هاشم شفيق في حالة إسعافية إلى مشفى المواساة بدمشق ليتوفى في الساعة الرابعة مساء يوم السبت 20 نوفمبر 1982.

## تفاصيل الكتاب
الكتاب مهدى إلى حبيبته الفتاة العراقية هيفاء أحمد التي تقدم رسمياً لخطبتها ودخل إثر انتهاء علاقتهما في أزمة نفسية حادة.
قامت برسم بورتريه الغلاف الفنانة التشكيلية السورية هالة الفيصل والتي كانت صديقة مقربة له.
قدم رياض كتابه باستهلال للشاعر الإسباني رافائيل ألبرتي: "أنت في وحدتك بلد مزدحم" ووزع القصائد على أربعة أقسام: رغبات - مفارقات - قصائد عن الموتى - حب. واستهل كل قسم باقتباس من الشعراء الفرنسيين وهم على التوالي: أوجين غيلفيك وبول فانسانسيني وفيليب جاكوتيه وجاك بريفير. واللافت أن هذه الاقتباسات كلها وردت في كتاب الشعر الفرنسي الحديث الذي أعده وترجمه بول شاؤول وصدر عن دار الطليعة ببيروت عام 1980.
صدر الكتاب عن وزارة الثقافة والإرشاد القومي في سوريا في 138 صفحة من الورق العادي.
تضمنت الأعمال الكاملة لرياض الصالح الحسين التي صدرت عن دار المتوسط عام 2016 مجموعاته الشعرية الأربع بما فيها وعل في الغابة.

## عن الكتاب
ترجم صالح الرزوق قصائد من وعل في الغابة إلى الإنكليزية  ضمن مختارات شعرية لرياض «تانغو تحت سقف ضيق» والذي صدر في الولايات المتحدة الأميركية عن دار «بيتر أولياندير».
يعتبر الشاعر منذر مصري أن قصيدة «الخنجر» من مجموعة وعل في الغابة واحدة من أفضل وأجمل القصائد التي استطاع جيل السبعينيات الشعري أن يقدمها. ويرى مصري أن مجموعة وعل في الغابة تتضمّن أفضل ما كتبه رياض، وأن أكثر ما يمثِّله هو القصائد التي كتبها رياض في مجموعاته الثلاث الأولى غير مكترث بشيء، سوى بما يتدفّق حارّاً وصاخباً في شرايينه، مخرِّباً دورته الدموية.